# Miguel Capuccini
Miguel Capuccini (* 5. Januar 1904; † 9. Juni 1980) war ein uruguayischer Fußballspieler.

## Vereinskarriere
Auf Vereinsebene spielte er zunächst für die Wanderers. Von 1928 bis 1934 stand er dann im Kader des Club Atlético Peñarol. 1928, 1929 und 1932 gewann sein Verein jeweils die uruguayische Meisterschaft. Auch die Copa Aldao des Jahres 1928 sicherten sich die Aurinegros.

## Nationalmannschaft
Der Torwart war Mitglied der uruguayischen Fußballnationalmannschaft, für die er zwischen dem 14. Juli 1927 und dem 10. Dezember desselben Jahres insgesamt sechs Länderspiele absolvierte, bei denen er sechs Gegentreffer hinnehmen musste. Sowohl am Campeonato Sudamericano 1927, bei dem Uruguay den zweiten Platz belegte, als auch an der für die Celeste mit dem Titelgewinn endende erste Fußball-Weltmeisterschaft 1930 nahm Capuccini teil. Im Verlauf des WM-Turniers wurde er jedoch nicht eingesetzt.

## Erfolge
- Weltmeister 1930
- Vize-Südamerikameister (1927)
- 3× Uruguayischer Meister (1928, 1929, 1932)
- Copa Aldao (1928)